# Megalopsallus ephedrae
Megalopsallus ephedrae är en insektsart som först beskrevs av Knight 1968.  Megalopsallus ephedrae ingår i släktet Megalopsallus och familjen ängsskinnbaggar. Inga underarter finns listade i Catalogue of Life.